# Liparis stolzii
Liparis stolzii är en orkidéart som beskrevs av Rudolf Schlechter. Liparis stolzii ingår i släktet gulyxnen, och familjen orkidéer.
Artens utbredningsområde är Tanzania. Inga underarter finns listade i Catalogue of Life.